# Kræðufell
Kræðufell är ett berg i republiken Island. Det ligger i regionen Norðurland eystra, 260 km nordost om huvudstaden Reykjavík. Toppen på Kræðufell är 711 meter över havet.
Trakten runt Kræðufell är nära nog obefolkad, med mindre än två invånare per kvadratkilometer. Närmaste större samhälle är Akureyri, omkring 19 kilometer söder om Kræðufell. Trakten runt Kræðufell består i huvudsak av gräsmarker.